# Чемпионат мира по футболу 2022 (отборочный турнир, УЕФА, группа D)
Жеребьёвка отборочного турнира чемпионата мира 2022 прошла в Цюрихе 7 декабря 2020 года. В группу D зоны УЕФА попали сборные по футболу следующих стран: Франция, Украина, Финляндия, Босния и Герцеговина и Казахстан. Матчи в группе D прошли с 24 марта 2021 года по 16 ноября 2021 года.
Сборная Франции, занявшая первое место, вышла в финальную часть чемпионата. Сборная Украины, занявшая второе место, приняла участие в стыковых матчах за право выхода в финальную часть турнира. Все остальные выбыли.
| Поз | Команда              | И | В | Н | П | МЗ | МП | РМ  | О  | Квалификация                        |     | Франция | Украина | Финляндия | Босния и Герцеговина | Казахстан |
| --- | -------------------- | - | - | - | - | -- | -- | --- | -- | ----------------------------------- | --- | ------- | ------- | --------- | -------------------- | --------- |
| 1   | Франция              | 8 | 5 | 3 | 0 | 18 | 3  | +15 | 18 | Квалификация на Чемпионат мира 2022 |     | —       | 1:1     | 2:0       | 1:1                  | 8:0       |
| 2   | Украина              | 8 | 2 | 6 | 0 | 11 | 8  | +3  | 12 | Выход в раунд плей-офф              |     | 1:1     | —       | 1:1       | 1:1                  | 1:1       |
| 3   | Финляндия            | 8 | 3 | 2 | 3 | 10 | 10 | 0   | 11 |                                     |     | 0:2     | 1:2     | —         | 2:2                  | 1:0       |
| 4   | Босния и Герцеговина | 8 | 1 | 4 | 3 | 9  | 12 | −3  | 7  |                                     | 0:1 | 0:2     | 1:3     | —         | 2:2                  |           |
| 5   | Казахстан            | 8 | 0 | 3 | 5 | 5  | 20 | −15 | 3  |                                     | 0:2 | 2:2     | 0:2     | 0:2       | —                    |           |

## Результаты

### 1 тур
| Финляндия      | 2:2   | Босния и Герцеговина        |
| -------------- | ----- | --------------------------- |
| Пукки 58′, 77′ | отчёт | Пьянич 55′ · Стеванович 84′ |

| Франция      | 1:1   | Украина      |
| ------------ | ----- | ------------ |
| Гризманн 19′ | отчёт | Сидорчук 55′ |

### 2 тур
| Казахстан | 0:2   | Франция                        |
| --------- | ----- | ------------------------------ |
|           | отчёт | Дембеле 20′ · Малый 44′ (авт.) |

| Украина           | 1:1   | Финляндия        |
| ----------------- | ----- | ---------------- |
| Жуниор Мораес 80′ | отчёт | Пукки 89′ (пен.) |

### 3 тур
| Босния и Герцеговина | 0:1   | Франция      |
| -------------------- | ----- | ------------ |
|                      | отчёт | Гризманн 60′ |

| Украина     | 1:1   | Казахстан   |
| ----------- | ----- | ----------- |
| Яремчук 20′ | отчёт | Мужиков 59′ |

### 4 тур
| Казахстан            | 2:2   | Украина                  |
| -------------------- | ----- | ------------------------ |
| Валиуллин 74′, 90+6′ | отчёт | Яремчук 2′ · Сикан 90+3′ |

| Франция      | 1:1   | Босния и Герцеговина |
| ------------ | ----- | -------------------- |
| Гризманн 40′ | отчёт | Джеко 36′            |

### 5 тур
| Финляндия      | 1:0   | Казахстан |
| -------------- | ----- | --------- |
| Похьянпало 60′ | отчёт |           |

| Украина       | 1:1   | Франция      |
| ------------- | ----- | ------------ |
| Шапаренко 44′ | отчёт | Марсьяль 50′ |

### 6 тур
| Босния и Герцеговина           | 2:2   | Казахстан                    |
| ------------------------------ | ----- | ---------------------------- |
| Пьянич 74′ (пен.) · Менало 86′ | отчёт | Куат 52′ · Зайнутдинов 90+5′ |

| Франция           | 2:0   | Финляндия |
| ----------------- | ----- | --------- |
| Гризманн 25′, 53′ | отчёт |           |

### 7 тур
| Казахстан | 0:2   | Босния и Герцеговина |
| --------- | ----- | -------------------- |
|           | отчёт | Превляк 25′, 66′     |

| Финляндия | 1:2   | Украина                    |
| --------- | ----- | -------------------------- |
| Пукки 29′ | отчёт | Ярмоленко 4′ · Яремчук 34′ |

### 8 тур
| Казахстан | 0:2   | Финляндия      |
| --------- | ----- | -------------- |
|           | отчёт | Пукки 45′, 48′ |

| Украина       | 1:1   | Босния и Герцеговина |
| ------------- | ----- | -------------------- |
| Ярмоленко 15′ | отчёт | Ахмедходжич 77′      |

### 9 тур
| Босния и Герцеговина | 1:3   | Финляндия                           |
| -------------------- | ----- | ----------------------------------- |
| Менало 69′           | отчёт | Форсс 29′ · Лод 51′ · О’Шонесси 73′ |

| Франция                                                                       | 8:0   | Казахстан |
| ----------------------------------------------------------------------------- | ----- | --------- |
| Мбаппе 6′, 12′, 32′, 87′ · Бензема 55′, 59′ · Рабьо 75′ · Гризманн 84′ (пен.) | отчёт |           |

### 10 тур
| Босния и Герцеговина | 0:2 | Украина                   |
| -------------------- | --- | ------------------------- |
|                      |     | Зинченко 59′ · Довбик 79′ |

| Финляндия | 0:2 | Франция                  |
| --------- | --- | ------------------------ |
|           |     | Бензема 66′ · Мбаппе 76′ |

## Бомбардиры
6 мячей
| - Теэму Пукки | - Антуан Гризманн |  |

5 мячей
| - Килиан Мбаппе |

3 мяча
| - Роман Яремчук | - Карим Бензема |  |

2 мяча
| - Лука Менало - Смаил Превляк | - Миралем Пьянич - Руслан Валиуллин | - Андрей Ярмоленко |

1 мяч
| - Анел Ахмедходжич - Эдин Джеко - Мирослав Стеванович - Бахтиёр Зайнутдинов - Исламбек Куат - Серикжан Мужиков - Артём Довбик | - Александр Зинченко - Жуниор Мораес - Сергей Сидорчук - Даниил Сикан - Николай Шапаренко - Робин Лод | - Даниэль О’Шонесси - Йоэль Похьянпало - Маркус Форсс - Усман Дембеле - Антони Марсьяль - Адриен Рабьо |

1 автогол
| - Сергей Малый (в матче против Франции) |